# Hyalinobatrachium talamancae
Hyalinobatrachium talamancae es una especie de anfibio anuro de la familia de las ranas de cristal (Centrolenidae). Es endémica de la provincia de Limón (Costa Rica). No se encuentra amenazada.